# Elizardo Sánchez
Elizardo Sánchez Santa Cruz (ur. 1944 w Santiago de Cuba) – kubański polityk i działacz praw człowieka.
Wykładał filozofię na Uniwersytecie Hawańskim. Jego nonkonformistyczne przekonania sprawiły, że wykluczono go w 1968 z Komunistycznej Partii Kuby. Od 1972 wielokrotnie przebywał w więzieniu za działanie w opozycji (łącznie osiem lat). W 1987 założył Kubańską Komisję Praw Człowieka i Pojednania Narodowego.